# Kazimierz Świtalski
Kazimierz Świtalski (Sanok, 4 de marzo de 1886–Varsovia, 28 de diciembre de 1962) fue un político polaco, primer ministro en 1929 durante la Segunda República Polaca.

## Biografía
Nació en Sanok el 4 de marzo de 1886. Tras dimitir Kazimierz Bartel como jefe de gobierno al no obtener un voto de confianza del Parlamento, Józef Piłsudski —que consideraba a Bartel demasiado «conciliador»— nombró a Świtalski primer ministro. Este ocupó el cargo de primer ministro entre el 14 de abril y el 7 de diciembre. Falleció en Varsovia el 28 de diciembre de 1962.